# Saint-Bonnet-les-Oules
Pour les articles homonymes, voir Saint-Bonnet (homonymie).
Saint-Bonnet-les-Oules est une commune française située dans le département de la Loire en région Auvergne-Rhône-Alpes.

## Géographie
Saint-Bonnet-les-Oules fait partie du Forez. Le village se situe dans les contreforts des monts du Lyonnais et à 19 kilomètres de Saint-Étienne. Le paysage est donc vallonné sauf pour la zone industrielle de Lapra, située dans la plaine du Forez.
De nombreux bois sont présents sur le territoire qui a pour communes voisines celles de La Fouillouse, de Saint-Héand, d'Andrézieux-Bouthéon, de Veauche, Chambœuf et d'Aveizieux.
La superficie de la commune est de 12,41 km2 ; son altitude varie de 392  à   586 mètres.

### Climat
Pour des articles plus généraux, voir Climat d'Auvergne-Rhône-Alpes et Climat de la Loire.
En 2010, le climat de la commune est de type climat des marges montargnardes, selon une étude du Centre national de la recherche scientifique s'appuyant sur une série de données couvrant la période 1971-2000. En 2020, Météo-France publie une typologie des climats de la France métropolitaine dans laquelle la commune est exposée à un climat de montagne ou de marges de montagne et est dans la région climatique Nord-est du Massif Central, caractérisée par une pluviométrie annuelle de 800 à 1 200 mm, bien répartie dans l’année.
Pour la période 1971-2000, la température annuelle moyenne est de 10,4 °C, avec une amplitude thermique annuelle de 16,5 °C. Le cumul annuel moyen de précipitations est de 774 mm, avec 9,3 jours de précipitations en janvier et 7,1 jours en juillet. Pour la période 1991-2020, la température moyenne annuelle observée sur la station météorologique de Météo-France la plus proche, « Saint-Étienne-Bouthéon », sur la commune d'Andrézieux-Bouthéon à 6 km à vol d'oiseau, est de 11,9 °C et le cumul annuel moyen de précipitations est de 728,3 mm,. Pour l'avenir, les paramètres climatiques de la commune estimés pour 2050 selon différents scénarios d'émission de gaz à effet de serre sont consultables sur un site dédié publié par Météo-France en novembre 2022.

## Urbanisme

### Typologie
Au 1er janvier 2024, Saint-Bonnet-les-Oules est catégorisée ceinture urbaine, selon la nouvelle grille communale de densité à sept niveaux définie par l'Insee en 2022.
Elle appartient à l'unité urbaine de Saint-Just-Saint-Rambert, une agglomération intra-départementale regroupant douze  communes, dont elle est une commune de la banlieue,,. Par ailleurs la commune fait partie de l'aire d'attraction de Saint-Étienne, dont elle est une commune de la couronne,. Cette aire, qui regroupe 105 communes, est catégorisée dans les aires de 200 000 à moins de 700 000 habitants,.

### Occupation des sols
L'occupation des sols de la commune, telle qu'elle ressort de la base de données européenne d’occupation biophysique des sols Corine Land Cover (CLC), est marquée par l'importance des territoires agricoles (56,9 % en 2018), en diminution par rapport à 1990 (65,9 %). La répartition détaillée en 2018 est la suivante : 
zones agricoles hétérogènes (37,2 %), forêts (24,4 %), prairies (17,9 %), zones urbanisées (16,5 %), zones industrielles ou commerciales et réseaux de communication (2,2 %), terres arables (1,7 %). L'évolution de l’occupation des sols de la commune et de ses infrastructures peut être observée sur les différentes représentations cartographiques du territoire : la carte de Cassini (XVIIIe siècle), la carte d'état-major (1820-1866) et les cartes ou photos aériennes de l'IGN pour la période actuelle (1950 à aujourd'hui).

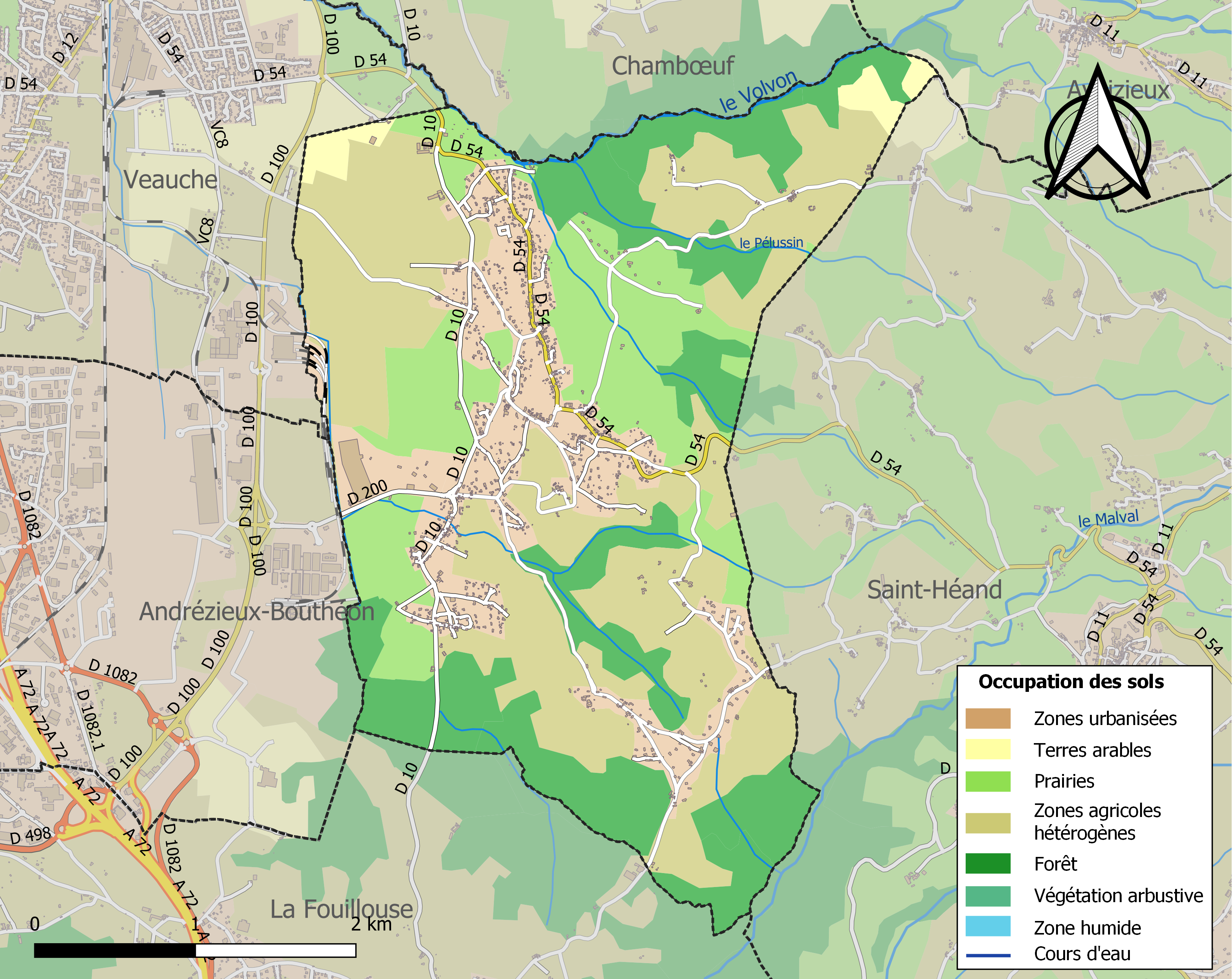
Carte des infrastructures et de l'occupation des sols de la commune en 2018 (CLC).

## Toponymie
L'appellation « les oules » fait référence aux potiers présents sur la commune dans le passé car la terre est riche en argile. L'oule est donc un pot avec deux anses en terre cuite.

## Histoire
L'histoire du village remonte à la préhistoire, plus précisément au paléolithique.

## Politique et administration
| Période                                  | Période   | Identité      | Étiquette | Qualité |
| ---------------------------------------- | --------- | ------------- | --------- | ------- |
| Les données manquantes sont à compléter. |           |               |           |         |
| mars 2001                                | mars 2008 | Roger Chapuis |           |         |
| mars 2008                                | En cours  | Guy Françon   |           |         |

## Démographie
L'évolution du nombre d'habitants est connue à travers les recensements de la population effectués dans la commune depuis 1793. Pour les communes de moins de 10 000 habitants, une enquête de recensement portant sur toute la population est réalisée tous les cinq ans, les populations de référence des années intermédiaires étant quant à elles estimées par interpolation ou extrapolation. Pour la commune, le premier recensement exhaustif entrant dans le cadre du nouveau dispositif a été réalisé en 2006.

En 2022, la commune comptait 1 817 habitants, en évolution de +13,49 % par rapport à 2016 (Loire : +1,32 %, France hors Mayotte : +2,11 %).
| 1793 | 1800 | 1806 | 1821 | 1831 | 1836 | 1841 | 1846 | 1851 |
| ---- | ---- | ---- | ---- | ---- | ---- | ---- | ---- | ---- |
| 600  | 546  | 547  | 785  | 823  | 956  | 840  | 882  | 843  |

| 1856 | 1861 | 1866 | 1872 | 1876 | 1881 | 1886 | 1891 | 1896 |
| ---- | ---- | ---- | ---- | ---- | ---- | ---- | ---- | ---- |
| 847  | 848  | 839  | 796  | 812  | 821  | 895  | 866  | 832  |

| 1901 | 1906 | 1911 | 1921 | 1926 | 1931 | 1936 | 1946 | 1954 |
| ---- | ---- | ---- | ---- | ---- | ---- | ---- | ---- | ---- |
| 788  | 764  | 724  | 637  | 618  | 568  | 522  | 531  | 482  |

| 1962 | 1968 | 1975 | 1982 | 1990 | 1999  | 2006  | 2011  | 2016  |
| ---- | ---- | ---- | ---- | ---- | ----- | ----- | ----- | ----- |
| 429  | 416  | 618  | 889  | 982  | 1 257 | 1 425 | 1 525 | 1 601 |

| 2021  | 2022  | - | - | - | - | - | - | - |
| ----- | ----- | - | - | - | - | - | - | - |
| 1 768 | 1 817 | - | - | - | - | - | - | - |

## Culture locale et patrimoine

### Lieux et monuments

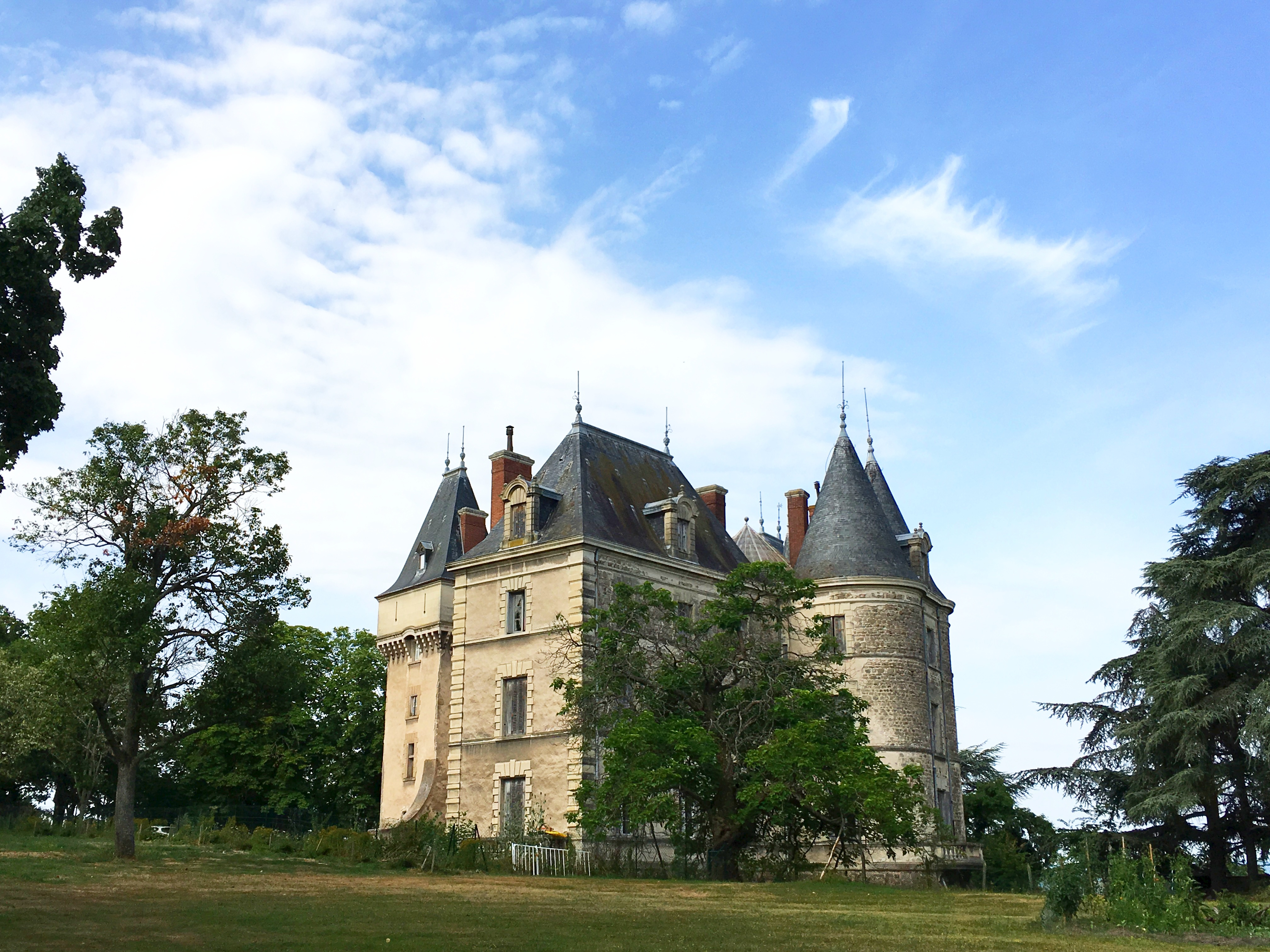
Château de Saint-Bonnet-les-Oules.

La commune de Saint-Bonnet-les-Oules fait partie de la paroisse Saint-Timothée en Forez. Elle possède plusieurs monuments à découvrir : 
- Le Château de Saint-Bonnet-les-Oules est le plus ancien. Il est situé près de l'église.
- Le second château est celui de la Vigie.
- L'église Saint-Bonnet de Saint-Bonnet-les-Oules date du XIXe siècle et vient d'être restaurée récemment.
- De nombreuses ruines sont disséminées sur le territoire saint-bonnetaire : des puits, des lavoirs...
- Le musée de la ferme forézienne explique la vie d'autrefois dans la plaine du Forez et les monts du Lyonnais. Il retrace aussi le passé potier du village (des oules ont été retrouvées).

### Héraldique
|  | Les armoiries de Saint-Bonnet-les-Oules se blasonnent ainsi : Parti : au 1er un dauphin contourné, au 2e tranché au I un château et au II une amphore et un pot de terre cuite. |